# Barakat al-Harthi
Barakat Mubarak al-Harthi (arabisch بركات مبارك الحارثي; * 15. Juni 1988 in Ibra) ist ein omanischer Leichtathlet, der sich auf den Sprint spezialisiert hat. Er ist aktueller Inhaber der Landesrekorde über 100 Meter und gewann eine Medaille bei Asienspielen sowie drei Medaillen bei Asienmeisterschaften.

## Sportliche Laufbahn
Erste internationale Erfahrungen sammelte Barakat Mubarak al-Harthi im Jahr 2006, als er bei den Juniorenweltmeisterschaften in Peking mit der omanischen 4-mal-100-Meter-Staffel mit 40,53 s im Vorlauf ausschied. 2008 schied er dann bei den Hallenasienmeisterschaften in Doha im 60-Meter-Lauf mit 6,97 s in der ersten Runde aus. 2009 qualifizierte er sich über 100 Meter für die Weltmeisterschaften in Berlin, bei denen er aber mit 10,41 s im Vorlauf scheiterte. Anschließend gewann er bei den Arabischen Meisterschaften in Damaskus in 10,1 s die Bronzemedaille über 100 Meter hinter dem Marokkaner Aziz Ouhadi und Mohammed Farhan aus Bahrain und erreichte im 200-Meter-Lauf in 21,11 s Rang fünf. Zudem gewann er mit der Staffel in 40,37 s die Bronzemedaille hinter den Teams aus Saudi-Arabien und den Vereinigten Arabischen Emiraten. Daraufhin wurde er bei den Asienmeisterschaften in Guangzhou in 10,45 s Fünfter über 100 Meter und wurde über 200 Meter im Halbfinale disqualifiziert. Zudem erreichte er mit der Staffel in 40,37 s Rang acht. 2010 gewann er bei den Hallenasienmeisterschaften in Teheran in 6,68 s die Silbermedaille über 60 Meter hinter dem Iraner Reza Ghasemi, nachdem der ursprüngliche Sieger, Samuel Francis aus Katar, wegen eines Dopingverstoßes disqualifiziert worden war. Daraufhin erreichte er bei den Hallenweltmeisterschaften in Doha das Halbfinale und schied dort mit 6,67 s aus. Während der Freiluftsaison nahm er erstmals an den Asienspielen in Guangzhou teil und gewann dort in 10,28 s die Bronzemedaille über 100 Meter hinter dem Chinesen Lao Yi und Yasir Baalghayth al-Nashri aus Saudi-Arabien. Zudem belegte er mit der Staffel in 40,02 s den siebten Platz.
2011 belegte er bei den Asienmeisterschaften in Kōbe in 10,38 s den sechsten Platz über 100 Meter und anschließend gewann er bei den Arabischen Meisterschaften in al-Ain in 10,27 s die Silbermedaille hinter dem Marokkaner Ouhadi und nahm anschließend an den Panarabischen Spielen in Doha teil. Kurz darauf wurde er eines Dopingvergehens überführt, die Resultate von den Spielen annulliert und al-Harthi bis Juni 2012 gesperrt. Gleich Nach Ablauf der Sperre nahm er erstmals an den Olympischen Spielen in London teil, bei denen er mit 10,41 s im Vorlauf über 100 Meter ausschied. 2013 gewann er bei den Arabischen Meisterschaften in Doha in 10,45 s die Bronzemedaille hinter Ouahdi und dem Katari Samuel Francis und siegte mit der Staffel in 39,43 s. Anschließend gewann er auch bei den Asienmeisterschaften in Pune in 10,30 s die Bronzemedaille, diesmal hinter dem Chinesen Su Bingtian und Francis aus Katar. Zudem konnte er mit der Staffel den Finallauf nicht beenden. Anschließend überstand er bei den Weltmeisterschaften in Moskau über 100 Meter die Vorqualifikation und schied dann mit 10,53 s in der Vorrunde aus. Ende September gewann er bei den Islamis Solidarity Games in Palembang in 10,34 s die Silbermedaille hinter dem Iraner Reza Ghasemi und siegte mit der Staffel mit neuem Spielerekord von 39,72 s. Über 200 Meter wurde er im Finale disqualifiziert. 2014 wurde er bei den Hallenasienmeisterschaften in Hangzhou im Vorlauf disqualifiziert und erreichte anschließend bei den Hallenweltmeisterschaften im polnischen Sopot das Halbfinale, in dem er mit 6,68 s ausschied. Anschließend nahm er erneut an den Asienspielen in Incheon teil und belegte dort in 10,29 s bzw. 21,17 s jeweils den siebten Platz über 100 und 200 Meter und wurde mit der Staffel im Vorlauf disqualifiziert. 
2015 gewann er bei den Arabischen Meisterschaften in Manama in windunterstützten 10,05 s die Silbermedaille über 100 Meter hinter dem Katari Femi Ogunode und auch über 200 Meter gewann er in 20,66 s die Silbermedaille hinter dem Katari. Anschließend wurde er bei den Asienmeisterschaften in Wuhan in 10,29 s Siebter über 100 Meter und erreichte über 200 Meter das Halbfinale, in dem er dann aber nicht mehr an den Start ging. Mit sowie mit der omanischen 4-mal-100-Meter-Staffel erreichte er nach 39,75 s Rang sieben. Bei seinen dritten Weltmeisterschaften in Peking scheiterte er mit 10,24 s erneut in der Vorrunde über 100 Meter. Anschließend siegte er bei den Militärweltspielen in Mungyeong in 10,16 s über 100 Meter und belegte mit der Staffel in 39,81 s den sechsten Platz. 2016 erreichte er bei den Hallenasienmeisterschaften in Doha das Finale über 60 Meter, ging dor aber nicht mehr an den Start. Zudem qualifizierte er sich abermals für die Teilnahme an den Olympischen Spielen in Rio de Janeiro und schied dort über 100 Meter mit 10,22 s in der ersten Runde aus. Im Jahr darauf gewann er bei den Islamic Solidarity Games in Baku in 10,35 s die Bronzemedaille hinter dem Türken Ramil Guliyev und Andrew Fisher aus Bahrain und erreichte mit der Staffel in 40,37 s Rang fünf. Bei den Asian Indoor & Martial Arts Games in Aşgabat belegte er in 6,67 s den vierten Platz über 60 Meter. Bei den Hallenasienmeisterschaften 2018 in Teheran belegte er in dieser Disziplin in 6,72 s den fünften Platz. Im August startete er zum dritten Mal bei den Asienspielen in Jakarta und schied dort mit 10,33 s im Halbfinale aus und verpasste mit der Staffel mit 39,76 s den Finaleinzug.
2019 schied er bei den Asienmeisterschaften in Doha mit 10,30 s im Halbfinale aus und gewann mit der Staffel mit neuem Landesrekord von 39,36 s die Bronzemedaille hinter den Teams aus Thailand und Taiwan. Ende Oktober schied er bei den Militärweltspielen in Wuhan mit 10,62 s im Halbfinale über 100 Meter aus und gewann mit der Staffel in 39,51 s die Silbermedaille hinter dem Team aus Brasilien. 2021 gewann er bei den Arabischen Meisterschaften in Radès in 10,43 s die Bronzemedaille über 100 m hinter den Katari Femi und Tosin Ogunode und anschließend schied er bei den Olympischen Sommerspielen in Tokio mit 10,31 s in der Vorrunde aus. Im Jahr darauf gewann er bei den Islamic Solidarity Games in Konya in 9,99 s die Bronzemedaille über 100 Meter hinter dem Ivorer Arthur Cissé und Abdullah Abkar Mohammed aus Saudi-Arabien und wurde im Halbfinale über 200 Meter disqualifiziert. Zudem gewann er in der 4-mal-100-Meter-Staffel in 39,21 s die Bronzemedaille hinter den Teams aus der Türkei und Bahrain und stellte mit dieser Zeit einen neuen Landesrekord auf. 2023 belegte er bei den Westasienmeisterschaften in Doha in 10,48 s den sechsten Platz über 100 Meter und anschließend wurde er auch bei den Arabischen Meisterschaften in Marrakesch in 10,64 s Sechster. Kurz darauf gewann er bei den Panarabischen Spielen in Algier in 10,37 s die Bronzemedaille hinter dem Bahrainer Saeed al-Khaldi und Machmour Chakir aus Marokko. Zudem siegte er dort mit der Staffel in 39,70 s. Anschließend gelangte er bei den Asienmeisterschaften in Bangkok mit neuem Landesrekord von 39,17 s auf den fünften Platz im Staffelbewerb und schied über 100 Meter mit 10,60 s im Semifinale aus. Ende September schied er bei den Asienspielen in Hangzhou mit 10,50 s im Semifinale über 100 Meter aus und wurde mit der Staffel im Vorlauf disqualifiziert.
2009 wurde al-Harthi omanischer Meister im 100-Meter-Lauf.

## Persönliche Bestzeiten
- 100 Meter: 9,97 s (+1,7 m/s), 9. Juli 2018 in Amman (omanischer Rekord)
  - 60 Meter (Halle): 6,66 s, 19. September 2017 in Aşgabat (omanischer Rekord)
- 200 Meter: 20,77 s (+1,3 m/s), 19. Oktober 2011 in Manama